# نعومي كاسل
نعومي كاسل (بالإنجليزية: Naomi Castle)‏ هي لاعبة كرة الماء أسترالية، ولدت في 29 مايو 1974 في سيدني في أستراليا.

## وصلات خارجية
- نعومي كاسل على موقع الاتحاد الدولي للسباحة (الإنجليزية)
- نعومي كاسل على موقع اللجنة الأولمبية الدولية (الإنجليزية)
- نعومي كاسل على موقع أوليمبيديا (الإنجليزية)
- نعومي كاسل على موقع اللجنة الأولمبية الأسترالية (الإنجليزية)